# 炸魚皮

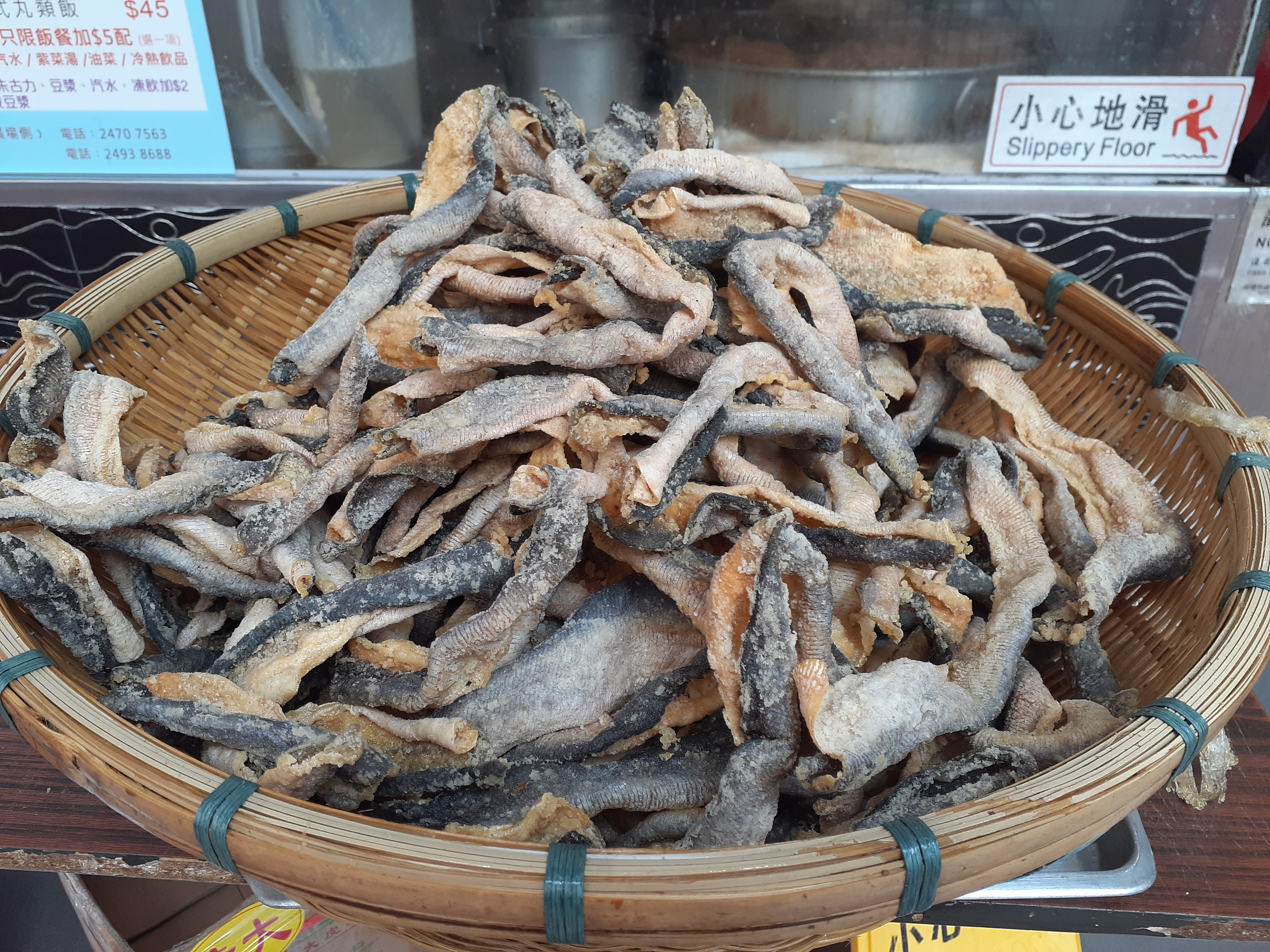

炸魚皮為潮汕地區傳統小食，常見於香港的餛飩麵鋪與潮汕夜粥舖。魚皮多用急凍半滑舌鰨（龍脷）皮、鯪魚皮或黃鱔皮做，最理想用烏頭魚皮炸，魚皮香脆且無腥味。
炸魚皮鬆脆可口，表面常有黃黑漸變色，可配以湯底或牛腩汁粉麵、火鍋進食，或作為零食單吃。